# 五斑艾蛛
五斑艾蛛（学名：Cyclosa quinqueguttata），又名五點塵蛛，为园蛛科艾蛛属的动物。分布于日本、缅甸、台湾岛以及中国大陆的云南等地。该物种的模式产地在缅甸。